# Hóquei em linha

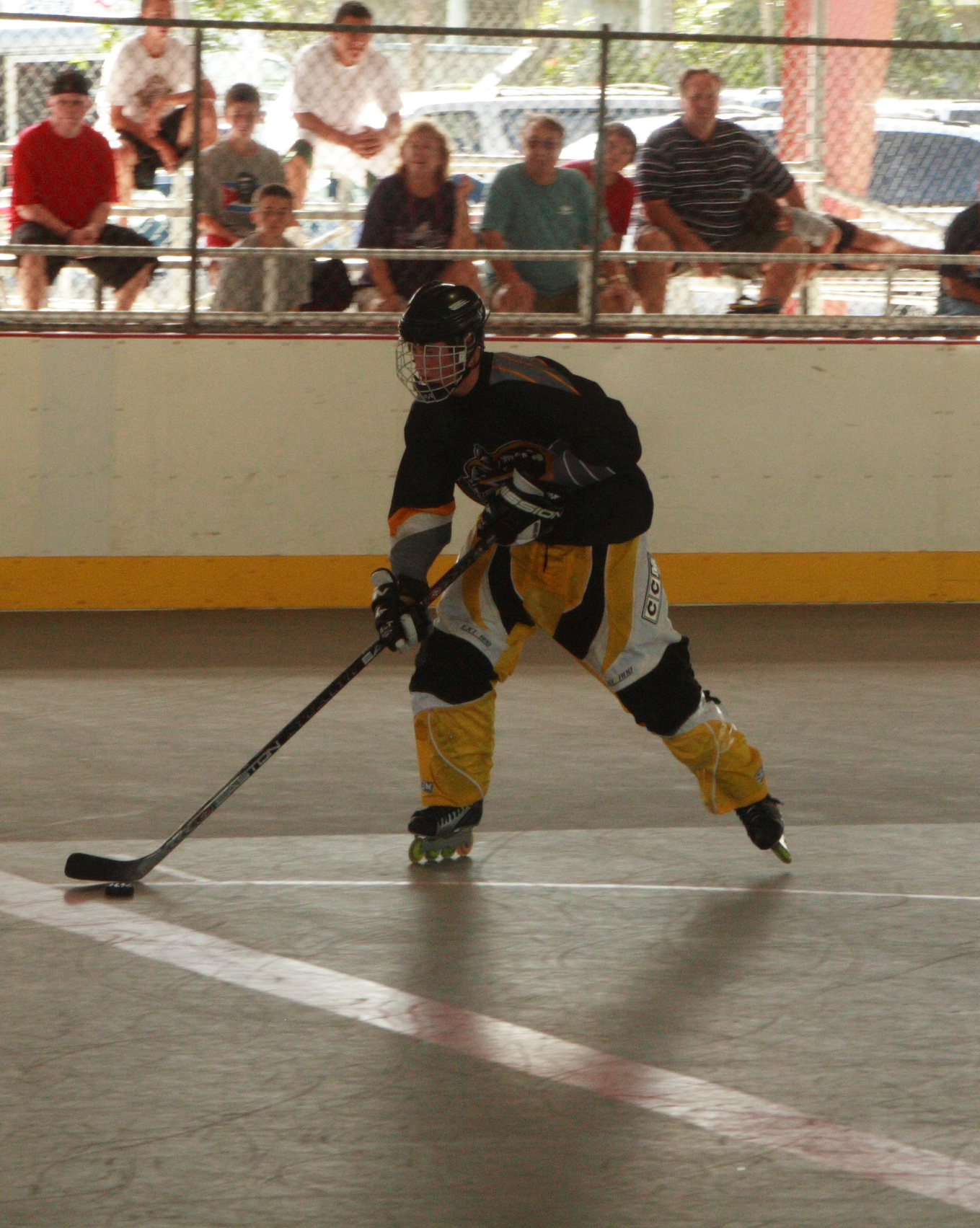
Um jogador

O Hóquei sobre patins em linha (Hockey in-line em inglês) é um desporto de equipa. É jogado em quadras de cimento, madeira ou piso modular, de forma análoga aos do Hóquei no gelo, mas menores. Os jogadores usam patins em linha (in-line) e podem alcançar velocidades significativas. No Brasil o hoquey in-line é o tipo de hóquei mais popular, pois é bastante similar ao hóquei no gelo.

## O jogo
O objetivo do jogo é fazer mais gols jogando um disco de plástico de 2,5 cm de grossura e 10 de diâmetro, e de cerca de 100 g de peso chamado de puck. Um gol é obtido quando o puck entra nas balizas situadas nas extremidades da quadra. Os jogadores podem controlar o puck usando o stick e também podem voltar a bater o puck com o patim (mas não fazer gol com o patim) ou jogar o puck com a mão (só é permitido usar a mão para cortar passes aéreos) e sem criar uma oportunidade clara de gol.
São jogados quatro tempos de doze minutos (varia de país para país). Cada equipa tem direito a um Tempo Morto (timeout em inglês) de um minuto a cada dois.
No caso de morte-súbita (sudden death), assim como todos os desportos, com cinco minutos, se mesmo assim persistir o empate, são realizadas cobranças de pénaltis.

### Equipe
Cada equipa poderá obrigatoriamente incorporar um mínimo de seis jogadores de linha e dois goleiros e um máximo de quatorze jogadores e obrigatoriamente dois goleiros (não quinze jogadores e um goleiro). (Estas regras variam de país para país)

## Diferenças
O hóquei em linha se difere do hóquei no gelo por vários motivos:
- É geralmente jogado como um desporto sem contato (é permitido, mas só com o jogador que controla o puck), e é jogado num espírito diferente e pequeno do que no hóquei no gelo. Os jogadores tendem a ter mais tempo com o puck e o jogo às vezes é mais livre e corrido.
- Não há impedimentos nos EUA [Os impedimentos no hóquei em linha são os mesmos do que no futebol de campo] (regras de campeonato; isso varia de país a país).
- O Icing (quando o jogador chuta o puck entre as duas linhas vermelhas no campo de ataque) não é permitido (passes longos são permitidos) (regras de campeonato; isso varia de país para país).
- Não possui zona neutra.
- É geralmente jogado com quatro jogadores (em vez dos cinco no gelo) e um goleiro em campo. O jogo é jogado com um puck de plástico (mais fino do que no hóquei no gelo) ou com uma bola. A bola pode ser oca ou ser enchida com um líquido.
- Não é jogado sobre o gelo.